# Kunstmatige alvleesklier
Een kunstmatige alvleesklier is een medisch apparaat voor de behandeling van diabetes mellitus type 1.
Bij diabetes mellitus type 1 maakt de alvleesklier geen insuline meer aan. Deze insuline moet door de patiënt met diabetes mellitus zelf toegediend worden door middel van een onderhuidse injectie (subcutaan). Een kunstmatige alvleesklier vervangt de insuline-afgifte van de alvleesklier. 

## Techniek
Kunstmatige alvleeskliersystemen bestaan uit:
- een continue subcutane glucosesensor
- een insulinepomp gevuld met een kortwerkende kunstmatige insuline (insuline aspart, insuline lispro of insuline glulisine)
- een computeralgoritme
- naast een insulinepomp kan ook een glucagonpomp worden toegevoegd. Glucagon heeft de omgekeerde werking van insuline en maakt het mogelijk om de bloedsuikerspiegel weer omhoog te brengen. Hierdoor imiteert de kunstmatige alvleesklier de echte alvleesklier die ook beide hormonen gebruikt voor het regelen van het bloedsuiker.

## Sensor
Een onderhuidse glucosesensor meet continu het bloedsuiker en geeft dit door aan het computeralgoritme. Deze berekent of er insuline of glucagon toegediend moet worden en de eventueel  toe te dienen dosis. De berekende dosis wordt vervolgens toegediend door de insuline- of de  glucagonpomp. Deze vorm van bloedsuikerspiegelcontrole wordt "closed-loop"-controle genoemd. De patiënt hoeft zelf geen beslissingen meer te nemen over de toediening van insuline of glucagon, dit wordt volledig overgenomen door de kunstmatige alvleesklier.

## Ontwikkeling
In Nederland heeft het Academisch Medisch Centrum te Amsterdam in 2010 een subsidie van 10,5 miljoen euro gekregen van de Europese Unie om een kunstmatige alvleesklier te ontwikkelen. Daarbovenop heeft het AMC samen met de firma Inreda Diabetic bv en Universiteit Twente in 2012 een (vervolg)subsidie van 5 miljoen euro gekregen van de Europese Unie om een kunstmatige alvleesklier te ontwikkelen die naast insuline ook met glucagon volledig geautomatiseerd in een gesloten systeem de bloedsuikers in het lichaam kan regelen. Dit is de laatste stap naar een kunstmatige alvleesklier die op dezelfde manier werkt als het menselijk lichaam. Insuline om de bloedsuikers te verlagen (voorkomen van hypers) en glucagon om de bloedsuikers te verhogen. Dit laatste is belangrijk om hypo's te voorkomen. Door een hypo kan een diabetespatiënt in coma raken.
Met de systemen die anno 2013 in gebruik zijn in het kader van wetenschappelijk onderzoek worden vergelijkbare behandelresultaten behaald als bij intensieve insulinetherapie. De patiënt heeft daarbij het voordeel minder tijd kwijt te zijn aan de insulinebehandeling.